# Raión de Popasna
Raión de Popasna (en ucraniano: Попаснянський район) es un antiguo raión o distrito de Ucrania en el óblast de Lugansk hasta 2020. La capital fue la ciudad de Popasna.
Comprende una superficie de 1325 km².

## Demografía
Según estimación 2010 contaba con una población total de 47 379 habitantes.

## Otros datos
El código KOATUU es 4423800000. El código postal 93300 y el prefijo telefónico +380 6474.